# 大浜公園 (堺市)
大浜公園（おおはまこうえん）は、大阪府堺市堺区大浜北町にある公園。

## 概要
大浜公園は1879年（明治12年）、当時の堺県が幕末期の砲台跡を中心に近代公園を開設したことに始まる。その後、砲台跡地には、坂田三吉と関根金次郎が将棋の対局を行ったことで知られる「一力楼」をはじめ、「丸三楼」「丸万楼」「川芳楼」「八角萬」「芳海楼」「芦海楼」といった、眺望を売りものとする和風・洋風の観光料理旅館が相次いで開業。堺はもとより、大阪市内からも身近な行楽地として人気を集めた。丸三楼の建物は現在、大仙陵古墳西畔に移築され、料亭として営業されている。
1903年（明治36年）には、第五回内国勧業博覧会の第2会場に選定され（第1会場は現在の天王寺公園と新世界）、巨大水槽を呼びものとする堺水族館が開設された。水族館は博覧会終了後に堺市営となり、東洋一の水族館とも称され、「陸の竜宮城」といわれた。
1913年（大正2年）に海水を利用した「大浜潮湯」が開業。浴場のほかに食堂、劇場、遊技場なども完備した、現在の健康ランドに近い施設であった。潮湯からは海楼と称する納涼桟橋が海に突き出していた。1923年（大正12年）には潮湯の余興として大浜少女歌劇が創設され人気を博すが、1934年（昭和9年）の室戸台風で大浜公園が壊滅したため同年に解散。短命に終わった。大浜潮湯は戦前、美章園温泉（大阪市阿倍野区、2008年2月廃業・解体）、源ヶ橋温泉（大阪市生野区）とともに「大阪3大温泉」と称された。大浜潮湯の建物は現在、河内長野市の天見温泉「南天苑」に移築されている。
鎌倉時代からの伝統を持ち、江戸時代にあった魚市場跡に近いことから、例年7月31日に開催していた堺大魚夜市は、戦時体制に伴い1940年（昭和15年）限りで閉鎖（戦後に復活、一時中断したが1982年に再開し現在に至る）。1943年（昭和18年）には観光料理旅館が相次いで閉鎖、軍需工場の寄宿舎となった。潮湯も1944年（昭和19年）に閉場している。戦後、海水浴場は復活したが、盛時の賑わいを取り戻すことはできないまま、1958年（昭和33年）に工場建設のため海水浴場が閉鎖され、海浜リゾート地としての大浜は幕を閉じた。
現在は、全国学生相撲選手権大会が開催される相撲場や体育館、プールなどを配置した都市公園となっている。

## 歴史
現在は旧堺港の南側（大浜北町側）だけを大浜公園と称しているが、もとは北側（北波止町側）も含んでおり、それぞれ南公園、北公園と呼び分けた。のちに南公園以南に南新公園も拡張されたが、北公園と南新公園は次第に別荘地・住宅地となっていき、大浜公園は南公園だけを指すようになった。
- 1879年7月 - 堺県が陸軍の砲台跡に大浜公園を開設。
- 1881年2月 - 堺県の大阪府編入により、運営者が大阪府となる。
- 1890年1月 - 大阪府から堺市に移管される。
- 1896年4月 - 園内に遊園地が開設。
- 1902年10月 - 南附洲新田官有地を編入して南公園を拡張。
- 1903年3月 - 第五回内国勧業博覧会第2会場となり、堺水族館が開館。
- 1908年10月 - 南公園以南の官有地を編入して公園を拡張。南新公園と称した。
- 1912年5月 - 阪堺電気軌道が大浜公会堂を建設（1928年堺市に移管）。8月には大浜海岸までの路線（大浜支線）を開業。
- 1912年12月 - 南海鉄道の龍神駅（現・堺駅）が開業。
- 1913年1月 - 大浜潮湯開業。
- 1922年 - 大浜海岸に日本航空輸送研究所が開設。四国への航空路を開設（民間が行う定期的な航空輸送事業としては日本初）。
- 1924年 - 大浜公会堂で大浜少女歌劇の公演開始。
- 1928年 - 潮湯に隣接して少女歌劇専用の劇場を新設。
- 1934年7月 - 堺大浜球場が開場（現・大浜公園野球場）。
- 1934年9月 - 室戸台風が直撃し大浜公園全域が大きな被害を受ける。
- 1944年2月 - 大浜潮湯が閉鎖。
- 1945年7月 - 戦災で大浜公会堂が焼失。
- 1948年7月 - 南海電気鉄道が大浜パークを開園（1952年 - 1953年頃まで）。
- 1949年3月 - 大浜支線が休止（1980年廃止）。
- 1958年8月 - 堺泉北臨海工業地帯造成のため、大浜海水浴場が閉鎖。
- 1961年9月 - 第二室戸台風の甚大な被害により水族館が閉鎖。付属の動物園舎も猿島を残して廃園となり、ゾウ・ラクダ・アシカなどが他園に引き取られた。
- 1971年9月 - 大浜体育館が開館。
- 1981年9月 - 大浜公園相撲場が開場。
- 1987年3月 - 阪神高速湾岸線の三宝・出島間が開通し、大浜出入口を開設。
- 1995年9月 - 大浜公園を分断していた大阪臨海線がルート変更となり、新たに堺港沿いに公園を取り巻く道路が新設された。
- 2009年6月 - 猿島を撤去し、新たな猿飼育舎を設置。

## 主な施設

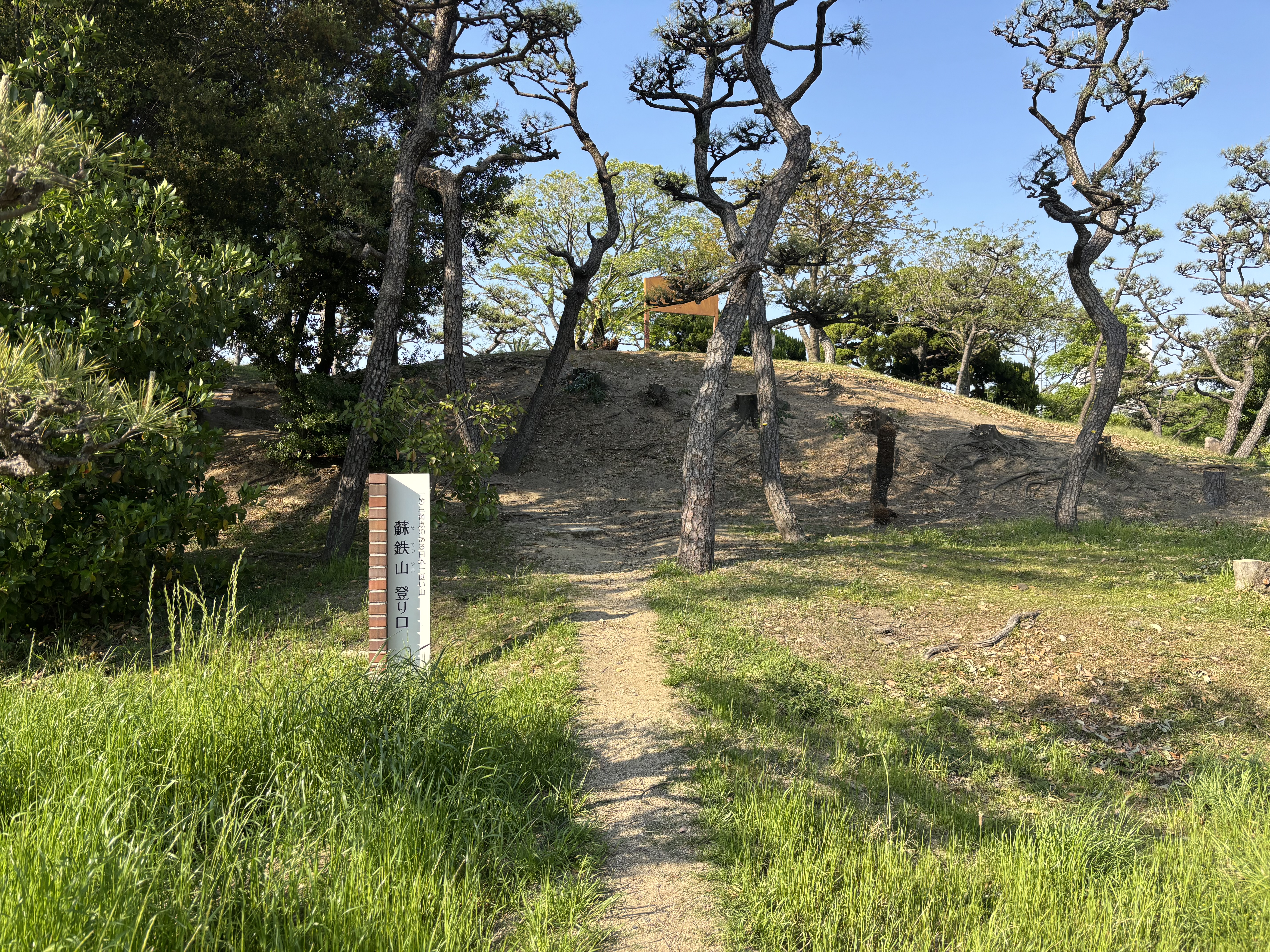
蘇鉄山

- 大浜だいしんアリーナ（堺市立大浜体育館）[注釈 1]
- だいしん大浜武道館（堺市立大浜武道館）[注釈 1]
- 堺市立大浜公園相撲場
全国学生相撲選手権大会（両国国技館と隔年開催）
全日本女子相撲選手権大会（持ち回り開催）
- 大浜だいしんスタジアム（大浜公園野球場）[注釈 1]
- 大浜だいしんテニスコート（大浜公園テニスコート）[注釈 1]
- 大浜公園プール
- 明治天皇御駐蹕之跡
明治天皇の巡幸記念碑。
- 大阪窯業煉瓦工場之跡
- 擁護璽（ようごじ）
1854年（安政元年）12月24日に発生した安政南海地震に関する記念碑。
- 樺太犬慰霊像
- ラジオ塔跡
- 猿飼育舎（猿山）
かつての堺水族館の施設がそのまま残ったもの。約50匹のアカゲザルを飼育している。しかし、見物人のエサやりの影響で猿が肥満化し、「メタボ猿」と呼ばれるほどだった[2]ため、その問題を改善するため2009年6月に猿山から完全に檻で覆われた獣舎に建て替えられた[3]。
- 蘇鉄山
標高6.97mの築山。山頂には登録名が大浜公園の一等三角点があり、一等三角点のある山としては日本一低い[3]。
- 乙姫橋
1971年10月に竣工。元々は、公園を南北両地区に分断する大阪臨海線を跨ぐための歩道橋であった。現在では車道が移設されて両地区が完全に一体化したため、あまり意味のない施設になっている。名称は、かつての堺水族館のシンボル「龍女神像」の通称「乙姫」より。

周辺施設
- 堺旧港
  - 旧堺燈台
  - ノアドルフィンドーム
  - 龍女神像
- 堺駅

## 行事
- 大魚夜市
7月31日に開催。住吉大社の夏越祓の神事の際に魚市が立ったことに由来する。

## 交通
- 堺駅（南海本線）南口から徒歩7分